# Agriculture en Nouvelle-Zélande
L'agriculture en Nouvelle-Zélande est le plus grand secteur de l'économie marchande du pays. Les exportations de produits agricoles (bruts et manufacturés) se sont élevées à 46,4 milliards de dollars néo-zélandais au cours des douze mois précédant juin 2019, soit 79,6 % du total des exportations du pays. Le secteur de l'agriculture, de la sylviculture et de la pêche a contribué directement à hauteur de 12,653 milliards de dollars (soit 5,1 %) au PIB national au cours des douze mois précédant septembre 2020, et employait 143 000 personnes, soit 5,9 % de la main-d'œuvre néo-zélandaise, au recensement de 2018.
La Nouvelle-Zélande a la particularité d'être le seul pays développé à être totalement exposé aux marchés internationaux depuis que les subventions, les avantages fiscaux et le soutien des prix au secteur agricole ont été supprimés dans les années 1980. Cependant, depuis 2017, le gouvernement néo-zélandais maintient des investissements publics dans les infrastructures qui soutiennent l'agriculture.
Les terres sont principalement utilisées pour l'élevage, mais on constate une augmentation des surfaces consacrées à l'horticulture.
La Nouvelle-Zélande est membre du groupe de Cairns, qui cherche à obtenir le libre-échange des produits agricoles.

## Histoire

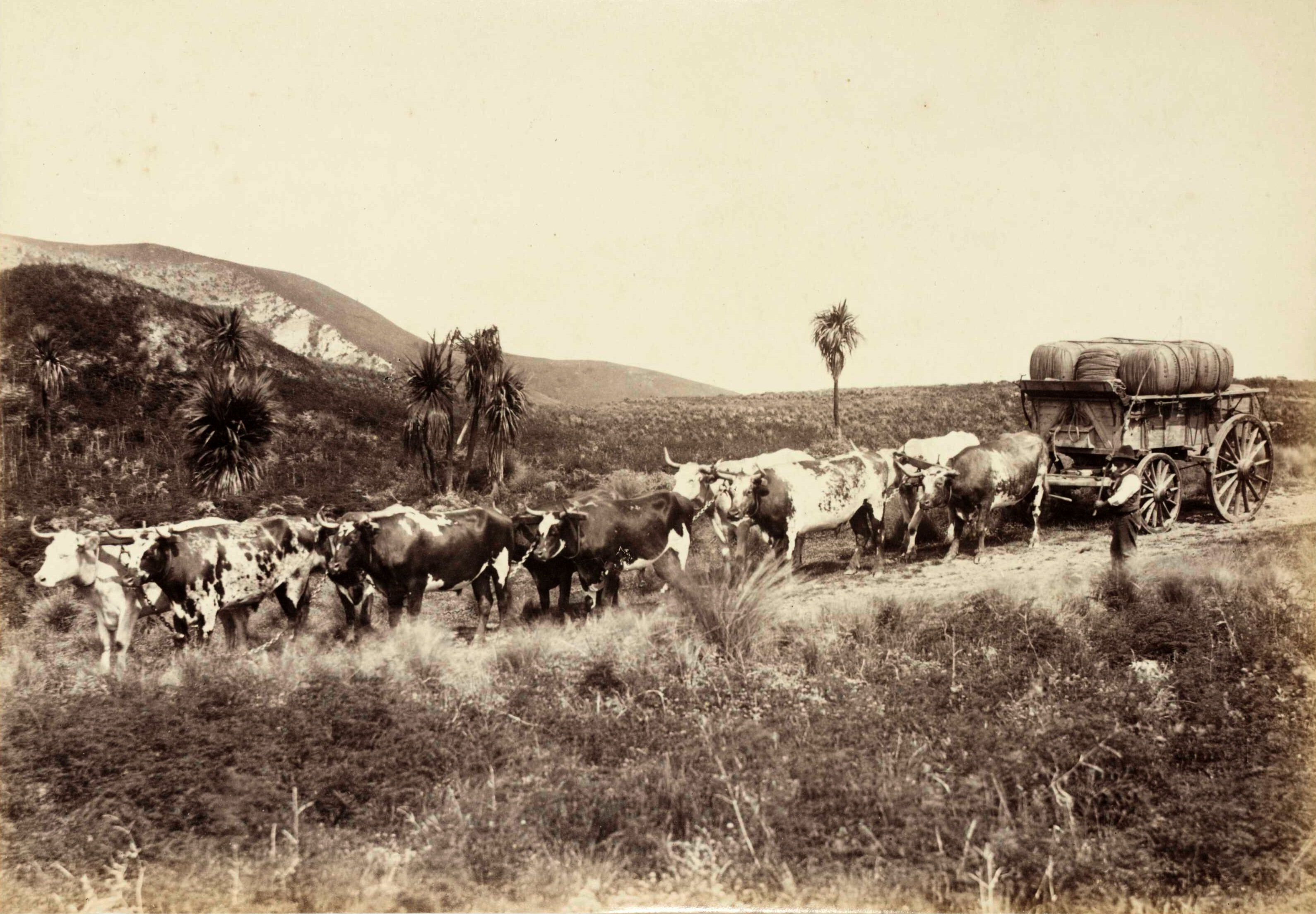
Un attelage de chars à bœufs transportant de la laine depuis une station d'élevage. Le nombre de moutons en Nouvelle-Zélande a culminé dans les années 1980, puis diminué en raison de la baisse des bénéfices tirés de la laine et de l'utilisation de races de moutons plus grandes pour la viande.

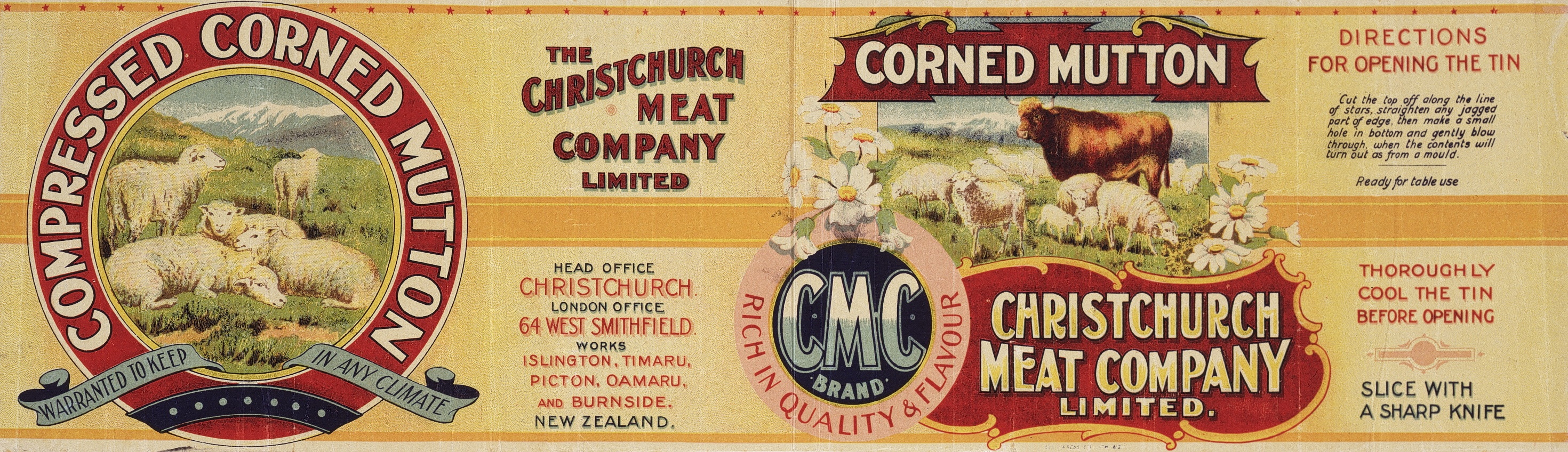
Étiquette ancienne d'une boîte de viande de mouton de Nouvelle-Zélande.

Le ministère de l'Agriculture contrôlait tous les abattoirs exportateurs de viande. En 1921, il y avait 32 inspecteurs d'abattoirs et 86 inspecteurs de boucheries. La viande de mouton néo-zélandaise était marquée comme étant inspectée par le gouvernement et de première qualité.
Le gouvernement a offert un certain nombre de subventions au cours des années 1970 pour aider les agriculteurs après l'adhésion du Royaume-Uni à la Communauté économique européenne et, au début des années 1980, l'aide gouvernementale assurait à certains agriculteurs 40 % de leurs revenus. En 1984, le gouvernement travailliste a mis fin à toutes les subventions agricoles dans le cadre de la Rogernomics, et en 1990, l'industrie agricole est devenue le secteur le plus déréglementé de Nouvelle-Zélande. Pour rester compétitifs sur les marchés européens et américains fortement subventionnés, les agriculteurs néo-zélandais ont dû accroître l'efficacité de leurs exploitations,.

## Élevage

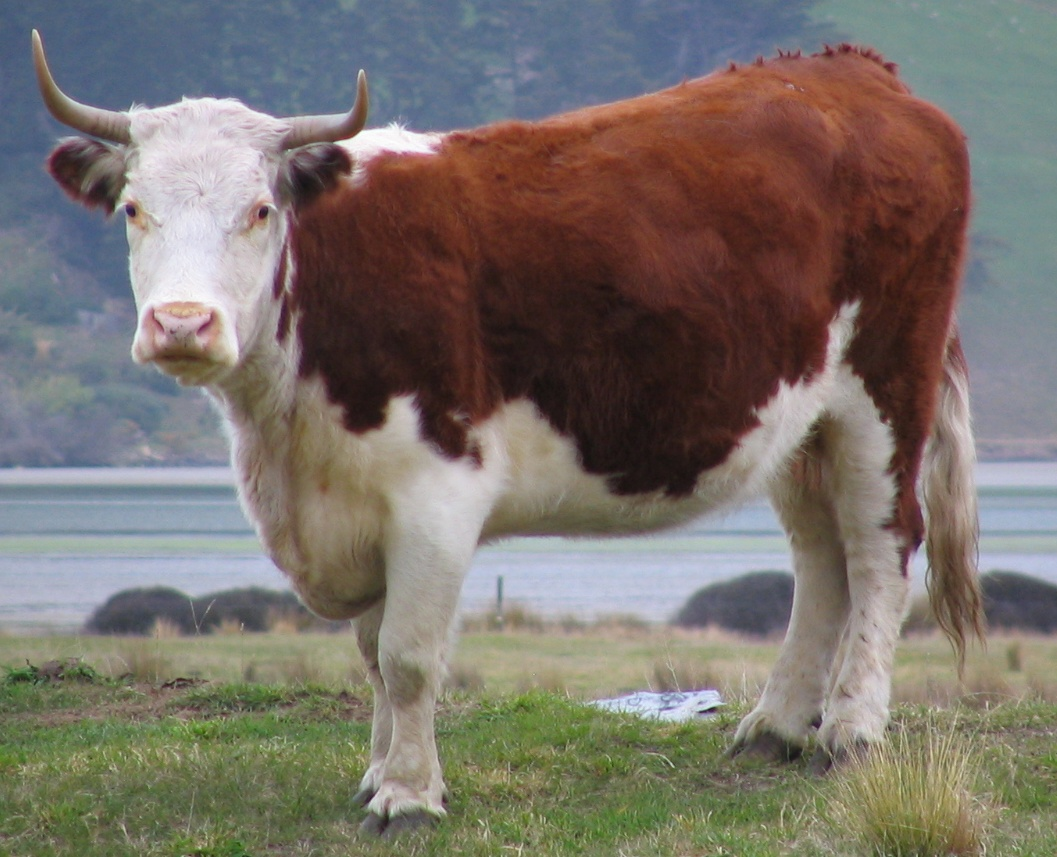
Les vaches à viande et les vaches laitières sont des éléments importants de l'agriculture néo-zélandaise.

Dans le Northland, la principale forme d'élevage est la vache à viande. Dans les régions du Waikato, de la Baie de l'Abondance, du Taranaki et de West Coast, les vaches laitières prédominent. Dans le reste de la Nouvelle-Zélande, l'élevage ovin est la principale activité rurale, avec l'élevage de vaches à viande dans les collines et les hautes terres. L'élevage laitier se développe dans les régions de Canterbury, Otago et Southland.

### Élevage laitier
Il y avait 6,26 millions de vaches laitières en Nouvelle-Zélande en juin 2019. Pour la saison 2019-20, 4,92 millions de vaches ont été traites dans 11 179 troupeaux, produisant 21,1 milliards de litres de lait cru contenant 1,9 million de tonnes de matières solides du lait (protéines et matières grasses),. Les exploitations laitières couvraient une superficie de 17 304 km², soit environ 6,46 % de la superficie totale de la Nouvelle-Zélande.
Le secteur de l'élevage de vaches laitières employait 39 264 personnes au recensement de 2018, soit 1,6 % de la main-d'œuvre néo-zélandaise, ce qui en fait le dixième secteur d'emploi du pays. Environ 56 % des exploitations laitières de Nouvelle-Zélande sont exploitées par des propriétaires en 2015. Environ 29 % le sont par des sharemilkers, sorte de métayers possédant leur propre troupeau et responsables de l'emploi des travailleurs et des opérations quotidiennes de la ferme, en échange de la réception d'un pourcentage (généralement 50 %) du revenu laitier. Enfin, 14 % sont des trayeurs sous contrat, qui ne possèdent pas leur propre troupeau. Ceux sous contrat fixe sont payés à un prix déterminé par quantité de lait, tandis que les trayeurs sous contrat variable reçoivent un pourcentage plus faible (généralement 20 à 30 %) du revenu laitier.
L'élevage laitier en Nouvelle-Zélande est principalement basé sur le pâturage. Les vaches laitières se nourrissent principalement d'herbe, complétée par de l'ensilage, du foin et d'autres cultures pendant l'hiver et les autres périodes de faible croissance des pâtures. L'année laitière en Nouvelle-Zélande s'étend généralement du 1er juin au 31 mai. Le premier jour de la nouvelle année, connu sous le nom de « Moving Day » ou « Gypsy Day », est le théâtre d'une rotation de l'emploi à grande échelle, les sharemilkers et les trayeurs contractuels acceptant de nouveaux contrats et déplaçant les troupeaux et les équipements entre les fermes,. Le vêlage a généralement lieu à la fin de l'hiver (juillet et août), et les vaches sont traites pendant neuf mois avant d'être taries à la fin de l'automne (avril et mai),. Certaines exploitations pratiquent la traite hivernale, entièrement ou partiellement, et dans ce cas le vêlage a lieu à la fin de l'été et au début de l'automne (février et mars).
Les producteurs laitiers vendent leur lait aux transformateurs et sont payés par kilogramme de matière solide de lait (kgMS). Au cours de la saison 2019-20, les transformateurs ont payé en moyenne 7,20 $ par kgMS (hors taxes), le paiement variant entre 6,25 $ et 9,96 $ par kgMS selon le transformateur,. Fonterra est le principal transformateur de lait en Nouvelle-Zélande, traitant 82 % de la production en 2018. Les autres grandes entreprises laitières sont Open Country Dairy (7,4 %), Synlait et Westland Milk Products (3,4 % chacun), Miraka (1,4 %), Oceania Dairy (1,1 %) et Tatua Co-operative Dairy Company (0,7 %).
Seuls 3 % de la production laitière sont consommés dans le pays, le reste étant exporté. La Nouvelle-Zélande est le premier exportateur mondial de lait entier en poudre et de beurre, et le troisième exportateur (derrière l'Union européenne et les États-Unis) de lait écrémé en poudre et de fromage.

### Élevage de moutons

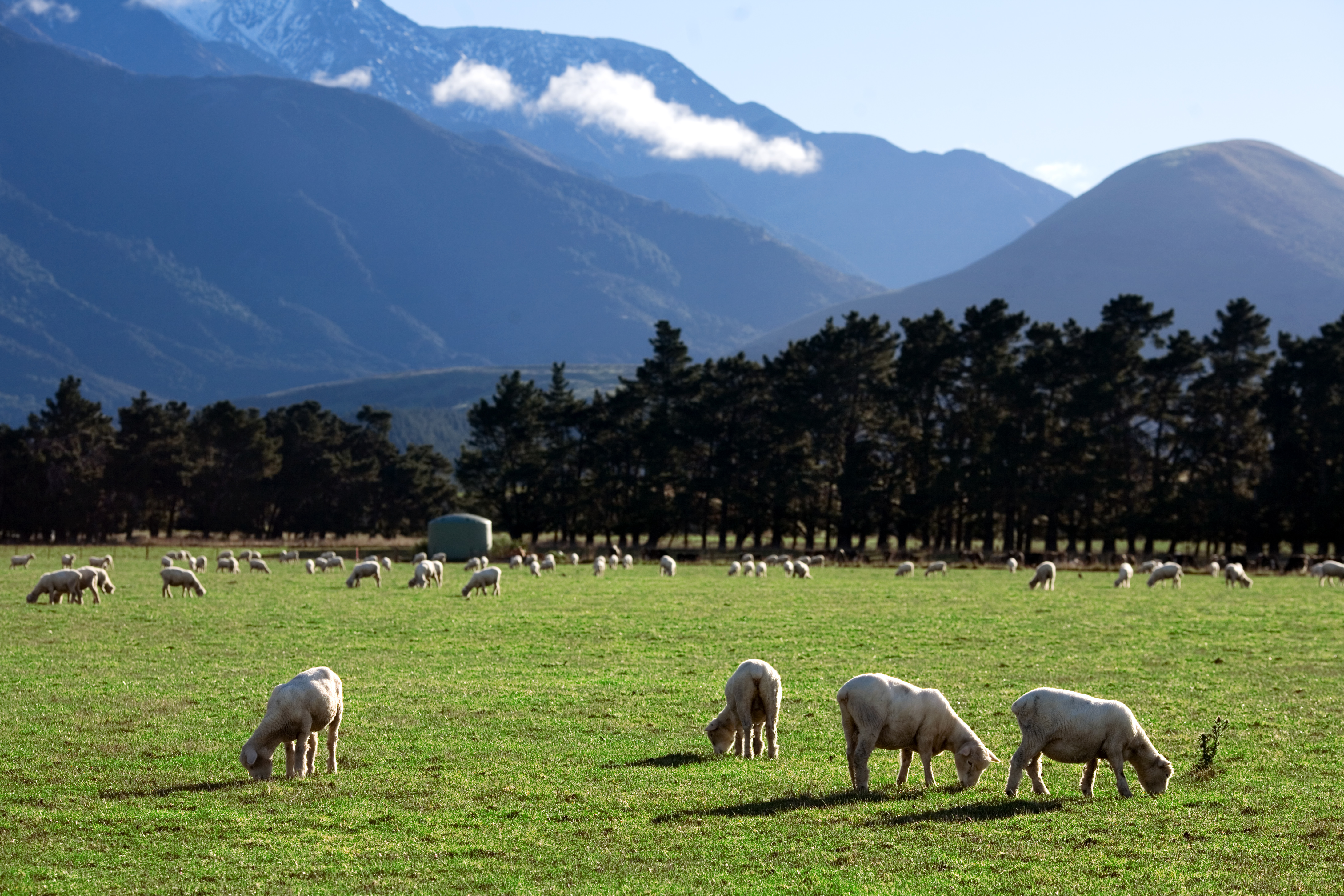
Paysage rural avec des moutons

En juin 2019, il y avait 26,82 millions de moutons en Nouvelle-Zélande. La population ovine a culminé à 70,3 millions de moutons en 1982 et n'a cessé de décliner depuis.
Au cours des 12 mois précédant décembre 2020, 19,11 millions d'agneaux et 3,77 millions de moutons adultes ont été transformés, produisant 362 250 tonnes d'agneau et 97 300 tonnes de hogget (jeune mouton de un à deux ans) et de moutons adultes. En 2006-2007, 164 000 tonnes de laine vierge ont été produites. Environ 95% de la viande ovine et 90% de la production de laine sont exportés, le reste étant consommé au niveau national. En 2019, la consommation intérieure d'agneau et de mouton était de 3,6 kg par habitant.

### Élevage bovin
La Nouvelle-Zélande comptait 3,89 millions de bovins de boucherie en juin 2019.
Au cours des 12 mois précédant décembre 2020, 1,59 million de vaches à viande adultes et 1,15 million de vaches laitières adultes ont été transformés, produisant 698 380 tonnes de viande bovine. De plus, 1,86 million de veaux et de vealers (jeune bovin âgé de 14 mois maximum élevé pour la viande) ont été transformés, produisant 30 150 tonnes de viande de veau.  Environ 80 % du bœuf et du veau sont exportés, les 20 % restants étant consommés sur le marché intérieur. En 2019, la consommation intérieure de bœuf et de veau était de 11,6 kg par habitant.

### Élevage porcin
Dans la première moitié du 20e siècle, les porcs étaient souvent élevés aux côtés des vaches laitières. La plupart des transformateurs laitiers ne collectaient que la crème, de sorte que les producteurs laitiers séparaient le lait entier en crème et en lait écrémé, et nourrissaient les porcs avec ce dernier. Dans les années 1950 et 1960, l'amélioration de la technologie a permis aux transformateurs laitiers de passer à la collecte du lait entier. L'élevage de porcs s'est ensuite spécialisé et la majorité des exploitations se sont déplacées vers des régions productrices de céréales comme Canterbury,.
Il y avait 255 900 porcs en Nouvelle-Zélande en juin 2019. Canterbury est de loin la plus grande région d'élevage porcin avec 161 600 porcs, soit 63,1 % de la population nationale.
Les porcs sont généralement élevés en intérieur, soit dans des cages de gestation, des cases de mise-bas, des enclos d'engraissement ou des enclos collectifs. Ils peuvent aussi être élevés en semi-liberté (en plein air jusqu'à leur sevrage, en intérieur ensuite), ou en liberté totale. En 2021, les proportions de ces modes d'élevage étaient respectivement de 55 %, 42 % et 3 %.
Au cours des 12 mois précédant décembre 2020, 636 700 porcs ont été transformés, produisant 44 950 tonnes de viande. En 2019, la consommation intérieure de porc, jambon et lard était de 18,9 kg par habitant. La production nationale ne couvre qu'environ 45 % de la demande, les importations de porc, de jambon et de bacon, principalement en provenance de l'Union européenne, d'Amérique du Nord et d'Australie, venant compléter l'offre nationale. Une petite quantité de viande est exportée pour approvisionner les nations voisines des îles du Pacifique.

### Aviculture
En 2021, environ 4,15 millions de poules pondeuses sont élevées, produisant plus de 1,1 milliard d'œufs en 2017.
Avant les années 1960, la viande de poulet était en grande partie un sous-produit de la production d'œufs : les poulets à vendre étaient généralement des coqs ou des poules de réforme. Avec l'introduction des poulets de chair dans les années 1960, l'industrie de la viande est passée de 8 000 tonnes par an en 1962 à plus de 40 000 tonnes au milieu des années 1980. À la fin des années 1990, le poulet a dépassé le bœuf en tant que viande la plus consommée en Nouvelle-Zélande. Au cours des 12 mois précédant décembre 2020, 118,7 millions de poulets ont été élevés pour la viande, produisant 217 200 tonnes de viande de poulet.
Les poulets représentent plus de 98 % de la production avicole du pays, les dindes et les canards formant la majorité du reste. Environ 500 000 dindes et 200 000 canards sont vendus par an, 90 % des dindes étant vendues dans les semaines précédant Noël.
En 2019, la consommation nationale de poulet et autres volailles était de 41,1 kg par habitant. La majeure partie de la viande de volaille produite en Nouvelle-Zélande est consommée dans le pays. En raison de restrictions en matière de biosécurité, l'importation de viande de volaille et d'œufs en Nouvelle-Zélande est interdite.

### Autres élevages
L'élevage de cerfs a augmenté de façon spectaculaire, passant d'un cheptel de 150 000 têtes en 1982 à 1,59 million en 2006. En 2005, 1 617 élevages de cerfs occupaient 218 000 hectares de terres. Au 30 septembre 2007, 252 millions de dollars de venaison ont été exportés au cours des douze mois précédents. La Nouvelle-Zélande est le plus grand exportateur de venaison d'élevage au monde. Dans les années 1970 et 1980, il existait une énorme industrie de récupération de cerfs vivants dans les zones forestières de Nouvelle-Zélande. Le cerf est un animal nuisible qui a un impact négatif sur la biodiversité de la Nouvelle-Zélande. Le premier cerf a été introduit en 1871 à Otago.
Les chèvres sont également élevées pour la viande, le lait, le mohair et pour lutter contre les mauvaises herbes.

## Horticulture

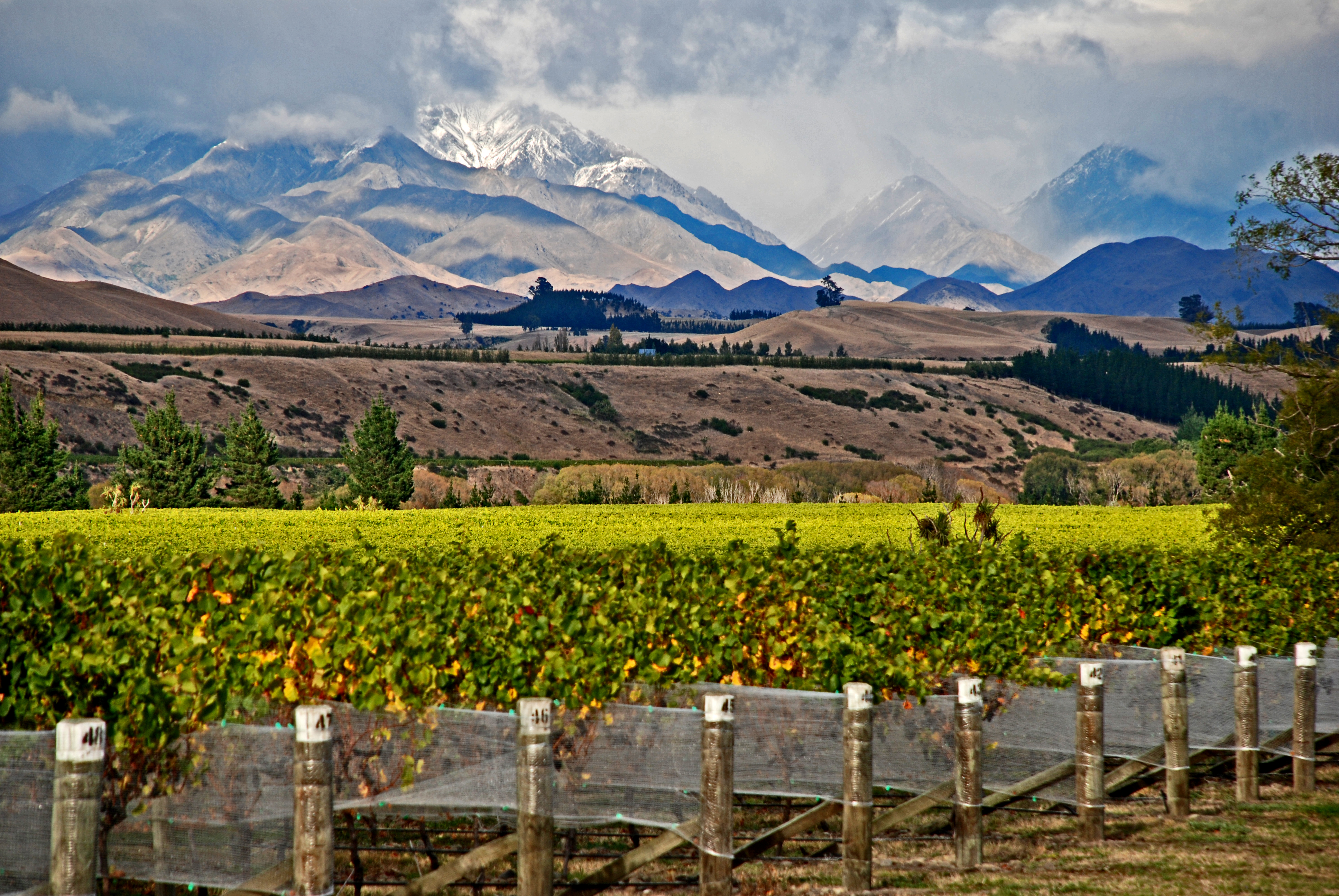
Vignoble à Marlborough

La Nouvelle-Zélande compte environ 125 200 hectares de terres horticoles. Les exportations horticoles totales en 2019 se montaient à 6,2 milliards de dollars, dont 4,938 (79,6 %) proviennent de trois produits : les kiwis, le vin et les pommes.

### Fruits
L'arboriculture fruitière occupe environ 68 300 ha de terres en 2017. Les cultures les plus importantes en termes de surface plantée sont les raisins de cuve (33 980 ha), les kiwis (11 700 ha), les pommes (8 620 ha), les avocats (3 980 ha), les baies (2 320 ha) et les fruits à noyau (2 140 ha).
Les raisins de cuve occupaient 39 935 ha de terres en 2020, les plus grandes régions étant Marlborough (27 808 ha), Hawke's Bay (5 034 ha) et Central Otago (1 930 ha). Les variétés les plus importantes sont le sauvignon blanc (25 160 ha), le pinot noir (5 642 ha), le chardonnay (3 222 ha), le pinot gris (2 593 ha) et le merlot (1 087 ha). Les exportations de vin s'élevaient à 1,807 milliard de dollars en 2019.
Le kiwi est principalement cultivé dans la baie de l'Abondance, notamment autour de Te Puke, mais est également cultivé en petites quantités dans les régions du Northland, d'Auckland, de Gisborne et de Tasman. Les fruits sont cueillis à l'automne (de mars à mai) et conservés en chambre froide jusqu'à leur vente ou leur exportation. La saison des kiwis néo-zélandais s'étend d'avril à décembre ; pendant la basse saison, les kiwis sont importés pour répondre à la demande intérieure. Il y a environ 2 750 producteurs de kiwis, produisant 157,7 millions de plateaux (567 720 tonnes) au cours des douze mois précédant juin 2019. Environ 545 800 tonnes de kiwis ont été exportées au cours de la même période pour une valeur de 2 302 millions de dollars, faisant du kiwi la plus grande exportation horticole en valeur de Nouvelle-Zélande.
Les pommes sont principalement cultivées dans les régions de Hawke's Bay et de Tasman. Les deux plus grands cultivars de pommes sont Royal Gala et Braeburn, suivis de Fuji, Scifresh (Jazz), Cripps Pink, Scired (Pacific Queen) et Scilate (Envy). Toutes ces variétés, à l'exception de la Fuji et de la Cripps Pink, ont été développées en Nouvelle-Zélande à partir de croisements ou, dans le cas de la Braeburn, d'un semis accidentel,. Environ 12% des pommes sont consommées dans le pays, 28% sont transformées dans le pays (principalement en jus) et 60% sont exportées. Environ 395 000 tonnes de pommes, d'une valeur de 829 millions de dollars, ont été exportées au cours des douze mois précédant décembre 2019.
Les avocats sont principalement cultivés dans les zones subtropicales du Northland et de la baie de l'Abondance. Environ 60% de la récolte est exportée, avec 104,3 millions de dollars d'avocats exportés au cours de l'année jusqu'en décembre 2019,.
Les fruits à noyau, notamment les pêches et les nectarines, les abricots, les prunes et les cerises, sont principalement cultivés à Central Otago et Hawke's Bay. Si les abricots et les cerises sont exportés, la plupart des fruits à noyau sont consommés dans le pays.
En 2019, les exportations de fruits frais se sont élevées à 3,392 milliards de dollars, tandis que les exportations de fruits transformés (hors vin) ont rapporté 138 millions de dollars.

### Légumes
Les cultures maraîchères de plein air occupent environ 45 200 ha de terres en 2017, les cultures sous serre occupant 264 ha supplémentaires. Les cultures les plus importantes quant à la surface plantée sont les pommes de terre (9 450 ha), les oignons (6 010 ha), les courges (5 790 ha), les pois et les haricots (4 700 ha), le maïs doux (3 870 ha) et les choux (3 630 ha). Les cultures sous serre les plus importantes sont les tomates (84 ha) et les poivrons (61 ha).
Les régions d'Auckland (notamment Pukekohe), Manawatū-Whanganui (notamment Ohakune et le district de Horowhenua) et Canterbury sont les principales régions productrices de pommes de terre, d'oignons, de brassicacées (par exemple, le chou, le brocoli et le chou-fleur), de légumes à feuilles (par exemple, la laitue, la betterave et les épinards), de carottes et de panais. Le Southland cultive également une proportion importante de pommes de terre et de carottes, et les régions de Matamata à Waikato et Hawke's Bay cultivent également une proportion importante d'oignons. Les courges sont principalement cultivées à Gisborne et Hawke's Bay. Le maïs doux est principalement cultivé à Gisborne, Hawke's Bay, Marlborough et Canterbury. La kūmara (patate douce) est presque exclusivement cultivée dans le Northland,.
En raison de leur courte durée de conservation, la plupart des légumes frais sont cultivés pour la consommation et la transformation intérieures, et ceux qui sont exportés servent principalement à approvisionner les nations insulaires voisines du Pacifique. Les plus grandes exportations de légumes sont des légumes frais à plus longue durée de vie, tels que les oignons et les courges, ainsi que des légumes transformés tels que les frites et les chips, et les pois, haricots et maïs doux congelés et en conserve. En 2019, les exportations de légumes frais étaient de 304 millions de dollars, tandis que les exportations de légumes transformés étaient de 396 millions de dollars.

### Graines et fleurs
Les graines et les fleurs sont principalement cultivées dans les régions de Canterbury, Auckland, Otago et Southland. En 2019, la Nouvelle-Zélande a exporté pour 90 millions de dollars de graines, 43 millions de dollars de bulbes et de plantes vivantes, et 20 millions de dollars de fleurs coupées.

## Terres arables

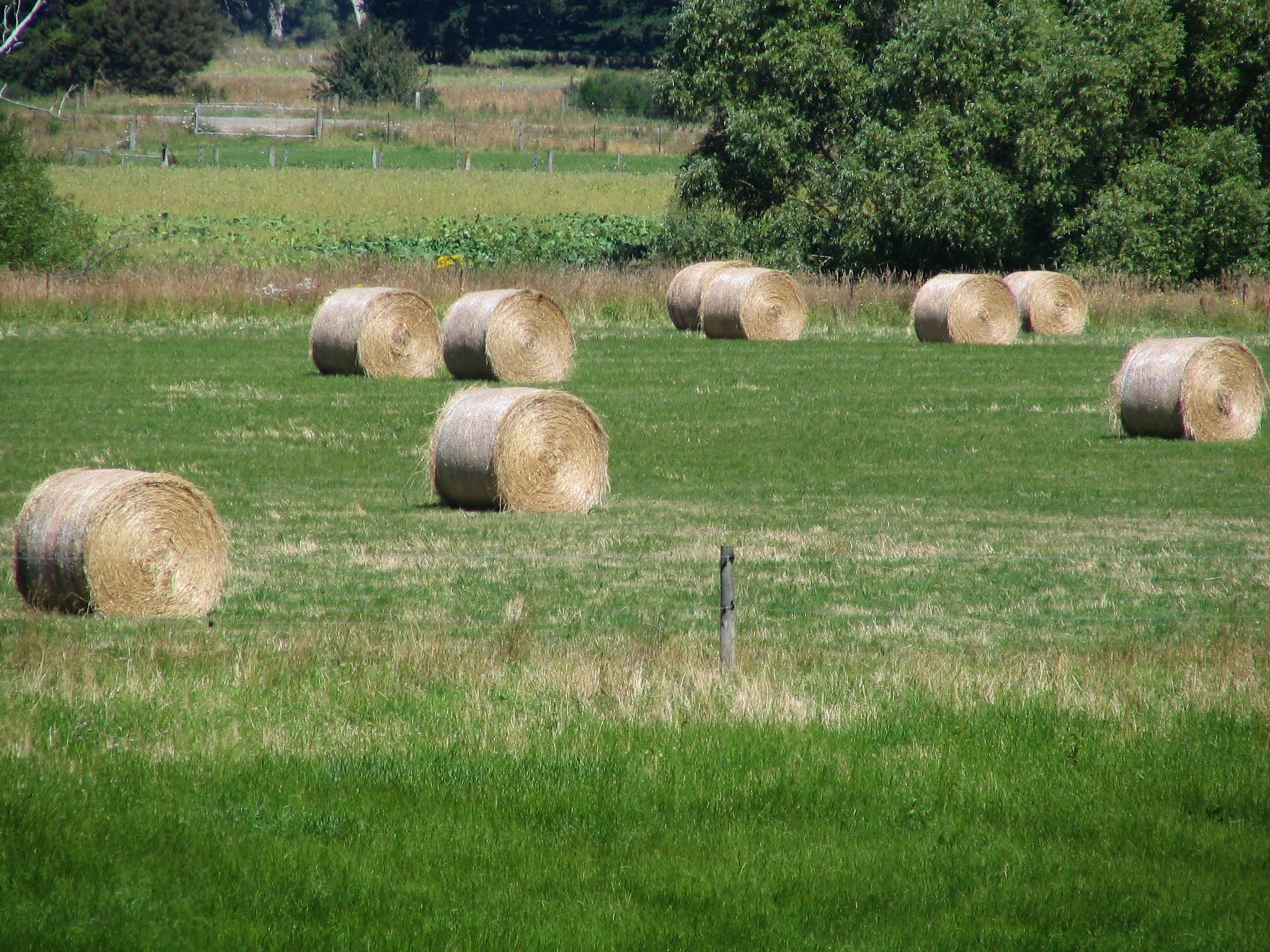
Bottes de foin à Otago

La quasi-totalité du foin et de l'ensilage est consommée dans la même exploitation que celle où ils sont produits. La plupart des cultures fourragères supplémentaires sont cultivées dans l'île du Sud, où le climat plus froid oblige à nourrir davantage le bétail pendant l'hiver.

### Céréales
Les cultures céréalières occupent environ 124 000 hectares de terres en juin 2019. Les cultures les plus importantes quant à la surface plantée sont l'orge (55 500 ha), le blé (45 000 ha), le maïs (16 700 ha) et l'avoine (2 100 ha).
La majorité du blé, de l'orge et de l'avoine est cultivée dans l'île du Sud, dans les régions de Canterbury, Southland et Otago. À elle seule, la région de Canterbury produit environ 80 à 90 % du blé, 68 % de l'orge et 60 % de l'avoine du pays. En revanche, la quasi-totalité du maïs est cultivée dans l'île du Nord.
Le blé, l'orge et l'avoine sont cultivés à la fois pour la consommation humaine, le maltage et l'alimentation du bétail. Le maïs est cultivé pour l'alimentation animale ou pour l'ensilage.

## Sylviculture

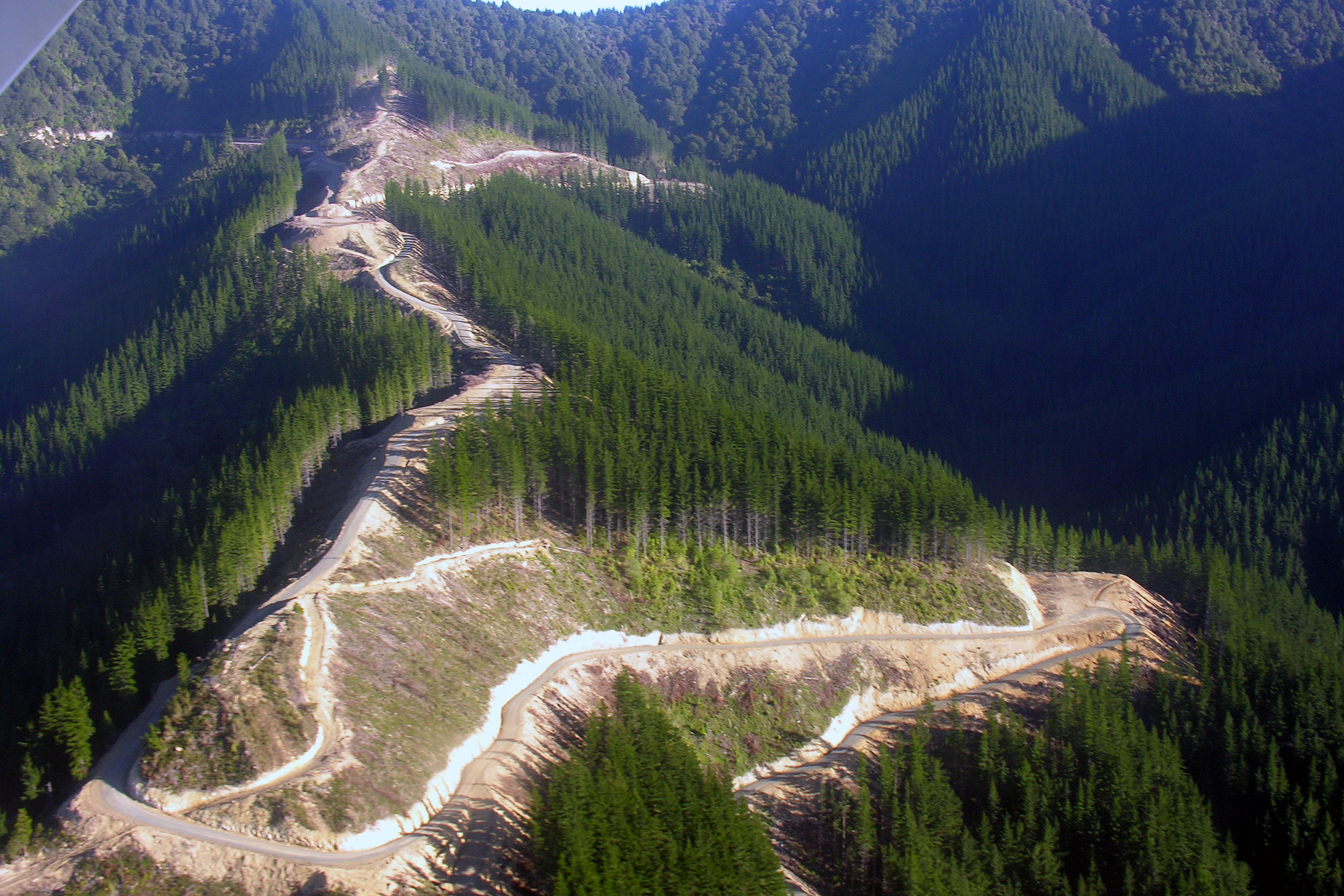
Pistes forestières à Marlborough

L'exploitation des vastes forêts indigènes de Nouvelle-Zélande a été l'une des premières industries mises en place lors de la colonisation du pays. Le bois dur, long et droit du kauri était idéal pour les mâts et les espars des navires. Au fur et à mesure de l'établissement de la nouvelle colonie, le bois était le matériau de construction le plus courant, et de vastes zones de forêt indigène ont été défrichées. Le Rimu, le tōtara, le matai et le miro étaient les bois privilégiés. Le pin de Monterrey, Pinus radiata, a été introduit en Nouvelle-Zélande dans les années 1850. Il y a trouvé des conditions favorables, atteignant sa maturité en 28 ans, bien plus rapidement que dans sa Californie natale. Il poussait bien dans le sol acide infertile du plateau volcanique, où les précédentes tentatives d'agriculture avaient échoué. Le gouvernement a commencé à planter des forêts exotiques en 1899 à Whakarewarewa, près de Rotorua. Il s'agissait de remédier aux pénuries croissantes de bois alors que d'œuvre, les forêts indigènes à croissance lente étant épuisées. Dans les années 1930, de vastes étendues de terres ont été plantées de Pinus radiata par les relief workers. La plus grande étendue était la forêt de Kāingaroa, d'une superficie de 188 000 hectares, la plus grande forêt de plantation au monde. Au fur et à mesure que les principales forêts arrivaient à maturité, des industries de transformation telles que les papeteries de Kinleith à Tokoroa et de Tasman à Kawerau ont été établies.
On trouve désormais des forêts de plantation de tailles diverses dans toutes les régions de Nouvelle-Zélande, à l'exception de Central Otago et de Fiordland. En 2006, leur superficie totale était de 1,8 million d'hectares, dont 89 % en Pinus radiata et 5 % en sapin de Douglas (Pseudotsuga menziesii). La récolte de grumes en 2006 était de 18,8 millions de m3, en baisse par rapport aux 22,5 millions de m3 de 2003. Ce chiffre devrait atteindre 30 millions de m3 à mesure que les nouvelles forêts arriveront à maturité. La valeur de toutes les exportations forestières (grumes, copeaux, sciages, panneaux et papiers) pour les douze mois précédant le 31 mars 2006 était de 3,62 milliards de dollars néo-zélandais. Ce chiffre devrait atteindre 4,65 milliards de dollars d'ici 2011. L'Australie représente un peu plus de 25 % de la valeur des exportations, principalement des produits en papier, suivie du Japon, de la Corée du Sud, de la Chine et des États-Unis. Au sein de l'économie néo-zélandaise, l'industrie forestière représente environ 4 % du PIB national. Sur le plan mondial, la Nouvelle-Zélande est un contributeur relativement faible en ce qui concerne la production, représentant 1 % de l'approvisionnement mondial en bois à des fins industrielles[Passage à actualiser].

## Aquaculture

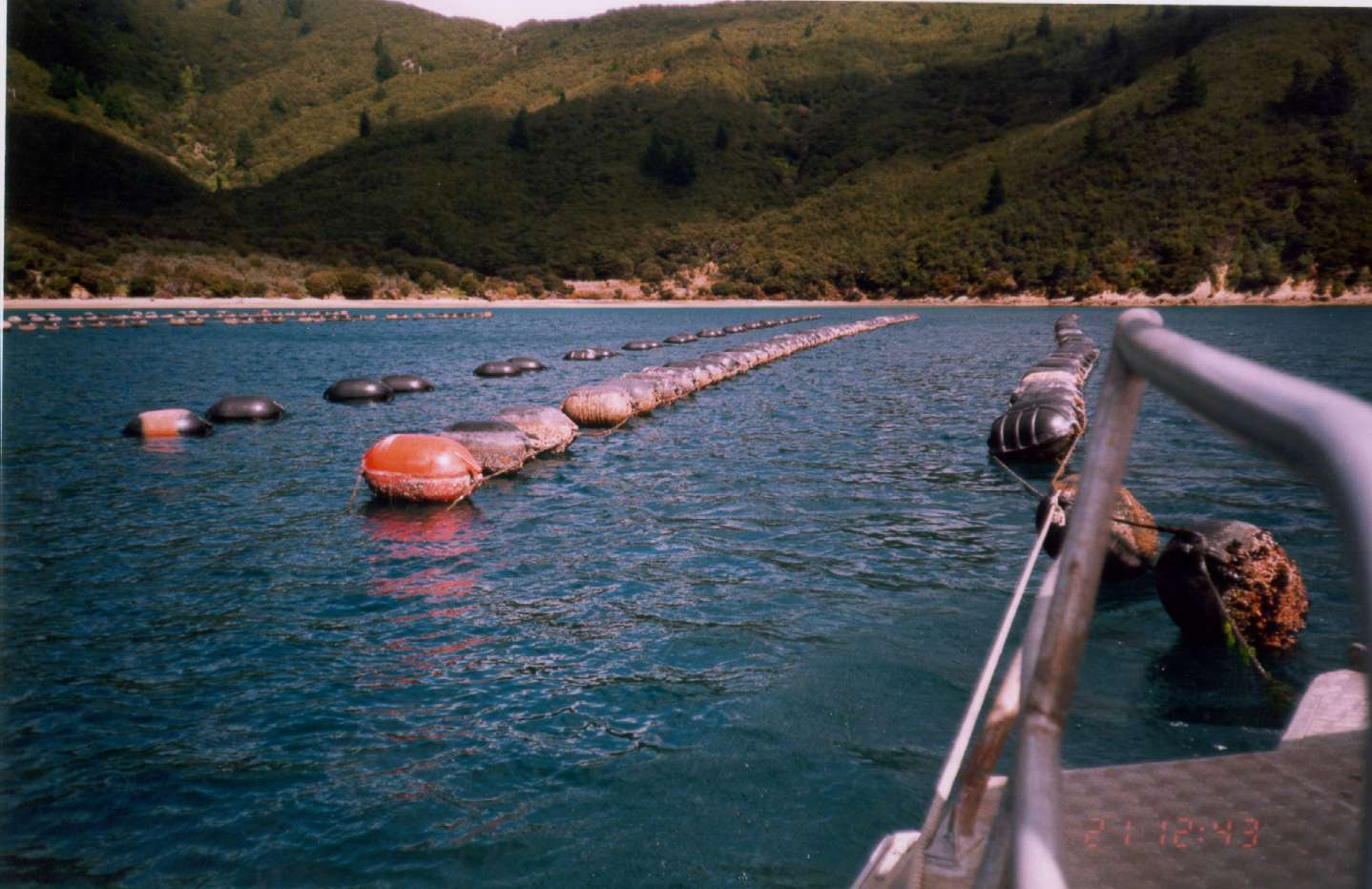
Palangres à moules dans la baie de Pelorus.

L'aquaculture a débuté en Nouvelle-Zélande à la fin des années 1960 et est dominée par les moules, les huîtres et le saumon. En 2007, l'aquaculture a généré un chiffre d'affaires d'environ 360 millions de dollars néo-zélandais sur une superficie de 7 700 hectares, avec un total de 240 millions de dollars d'exportations. En 2006, l'industrie de l'aquaculture en Nouvelle-Zélande a élaboré une stratégie visant à atteindre un chiffre d'affaires durable d'un milliard de dollars néo-zélandais d'ici 2025. En 2007, le gouvernement a apporté un soutien accru à cette industrie en pleine croissance[Passage à actualiser].

## Apiculture
La Nouvelle-Zélande comptait à la fin de 2007 2 602 apiculteurs, qui possédaient 313 399 ruches. La production totale de miel était de 9700 tonnes. Du pollen, de la cire d'abeille et de la propolis sont également produits. Les apiculteurs fournissent des services de pollinisation aux horticulteurs, ce qui génère plus de revenus que les produits de l'apiculture. Environ vingt à vingt-cinq mille reines d'abeilles et 20 tonnes d'abeilles conditionnées (qui comprennent des abeilles ouvrières et une reine) sont exportées vivantes chaque année.

## Agriculture biologique
Les activités d'agriculture biologique ont débuté à l'échelle commerciale dans les années 1980 et représentent aujourd'hui un segment croissant du marché, certaines grandes entreprises comme Wattie's (une filiale de Heinz) s'y étant engagées.

## Problèmes environnementaux
Le peuple Māori et les colons européens ont tous deux apporté d'énormes changements à la Nouvelle-Zélande sur une période relativement courte. Les Māori brûlaient la forêt pour chasser le gibier et favoriser la croissance de la fougère comestible Pteridium esculentum, et pratiquaient l'agriculture en utilisant des plantes qu'ils avaient apportées de Polynésie tropicale. Les Européens ont exploité et brûlé un tiers du couvert forestier pour convertir les terres à l'agriculture.
En 1993, le National Institute of Water and Atmospheric Research (Institut national de recherche sur l'eau et l'atmosphère) a résumé les données disponibles sur la qualité de l'eau des rivières. Il a conclu que « les cours d'eau de plaine dans les bassins versants développés par l'agriculture sont en mauvais état », reflétant « les apports de déchets diffus et ponctuels d'origine agricole, isolément ou en plus des apports de déchets urbains ou industriels ». Les principaux contaminants identifiés dans les rivières de plaine étaient l'azote inorganique dissous, le phosphore réactif dissous et la contamination fécale. Les petits cours d'eau dans les zones de production laitière ont été identifiés comme étant en très mauvais état.
Les rivières et les lacs de Nouvelle-Zélande sont de plus en plus enrichis en nutriments et dégradés par l'azote, les matières fécales animales et les sédiments érodés. De nombreux cours d'eau sont désormais impropres à la baignade. Fish and Game New Zealand a lancé une campagne dénommée « dirty dairying » (« laiterie sale ») pour mettre en évidence les effets de l'agriculture intensive sur les cours d'eau. Fonterra, la plus grande entreprise laitière de Nouvelle-Zélande, en collaboration avec des agences gouvernementales, a répondu par l'accord « Dairying and Clean Streams » (« Accord sur l'élevage laitier et les cours d'eau propres »). En 2009, le groupe d'exploitations laitières Crafar Farms, dans l'île du Nord, est devenu le « porte-drapeau des laiteries sales » après une série de poursuites devant le tribunal de l'environnement pour des rejets illégaux d'effluents laitiers.
En 2004, le Parliamentary Commissioner for the Environment a publié un rapport sur les effets environnementaux de l'agriculture en Nouvelle-Zélande. Il a constaté que la tendance était à une pression croissante sur le capital naturel de la Nouvelle-Zélande. Entre 1994 et 2002, le nombre de vaches laitières a augmenté de 34 % et la superficie des terres utilisées n'a augmenté que de 12 %, ce qui se traduit par une utilisation plus intensive des terres. Au cours de la même période, l'utilisation d'engrais synthétiques dans tous les secteurs a augmenté de 21 % et celle de l'urée de 160 %[réf. nécessaire].
Près de la moitié des émissions de gaz à effet de serre en Nouvelle-Zélande sont dues au secteur agricole. Une partie de ces émissions est due au méthane provenant des éructations des ruminants. Une taxe pour la recherche sur les émissions agricoles a été proposée, devenant rapidement connue sous le nom de « Fart Tax » (« taxe sur les pets »). Mais elle s'est heurtée à l'opposition du secteur agricole et du Parti national, ce qui a entraîné l'abandon du projet. Le Pastoral Greenhouse Gas Research Consortium (Consortium de recherche agricole sur les gaz à effet de serre) a été créé comme alternative à l'imposition de la taxe aux agriculteurs.

## Bioagresseurs
L'introduction en Nouvelle-Zélande d'un certain nombre d'espèces de plantes et d'animaux a réduit les revenus de l'agriculture. Des contrôles stricts aux frontières visant à améliorer la biosécurité ont été mis en place, afin de s'assurer que de nouvelles espèces nuisibles et maladies indésirables n'entrent pas dans le pays. Une surveillance est effectuée autour de la mer et des aéroports pour vérifier toute introduction.

### Animaux ravageurs

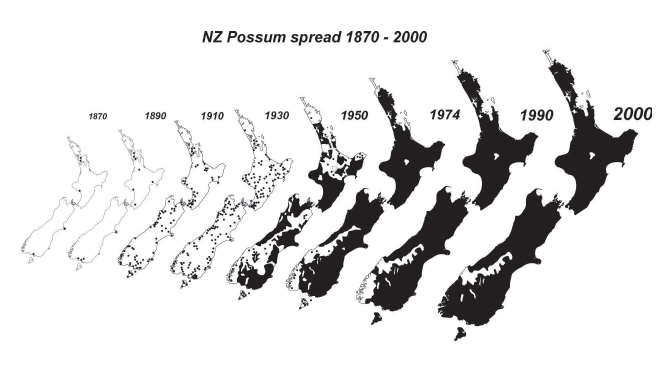
Extension du phalanger-renard en Nouvelle-Zélande

Le phalanger-renard a été introduit depuis l'Australie pour le commerce de fourrure. Il est rapidement devenu l'une des espèces envahissantes les plus problématiques de la Nouvelle-Zélande en raison de l'effet considérable qu'il a sur la biodiversité du pays, ainsi que sur la production agricole, car il est un vecteur de la tuberculose bovine. La maladie est désormais endémique chez ces opossums sur environ 38 % du territoire néo-zélandais (dites « zones à risque de vecteur »). Dans ces zones, près de 70 % des nouvelles infections de troupeaux peuvent être attribuées aux phalanger ou aux furets. Le Biosecurity Act 1993 (loi de 1993 sur la biosécurité), qui a établi une stratégie nationale de lutte contre les parasites, est la législation qui encadre le contrôle de la maladie en Nouvelle-Zélande. L'Animal Health Board (AHB) met en œuvre un programme national de tests sur le bétail et de contrôle des opossums dans le but d'éradiquer la tuberculose des espèces vectrices sauvages sur 2,5 millions d'hectares - soit un quart - des zones à risque de Nouvelle-Zélande d'ici 2026 et, à terme, d'éradiquer complètement la maladie.
Les phalangers sont contrôlés par une combinaison de piégeages, d'appâts au sol et, lorsque les autres méthodes sont peu praticables, par un traitement aérien au fluoroacétate de sodium.
De 1979 à 1984, la lutte contre les opossums a été interrompue en raison du manque de financement. Malgré des tests de tuberculose réguliers et fréquents sur les troupeaux de bovins, le nombre de troupeaux infectés a fait boule de neige et a continué à augmenter jusqu'en 1994. Les zones de Nouvelle-Zélande où l'on trouve des animaux sauvages atteints de tuberculose sont passées d'environ 10 à 40 %.
Le fait que les phalangers transmettent si efficacement la tuberculose semble être facilité par leur comportement lorsqu'ils succombent à la maladie. Les opossums atteints de tuberculose en phase terminale ont un comportement de plus en plus erratique. Ils s'aventurent dans la journée pour trouver de la nourriture et cherchent des bâtiments pour se réchauffer. En conséquence, ils peuvent errer dans les enclos, où ils attirent naturellement l'attention du bétail et des cerfs curieux. Ce comportement a pu être filmé.
La bernache du Canada, autre espèce introduite, est devenue très abondante et a commencé à nuire aux pâturages et aux cultures. En 2011, les restrictions sur leur chasse ont été levées pour permettre leur abattage.

### Ravageurs des plantes
L'ajonc a été introduit en tant que plante de haie, mais il est devenu le parasite végétal le plus coûteux, entraînant des millions de dollars de frais pour lutter contre sa propagation sur les terres agricoles.
Le chardon penché (Carduus nutans), le chardon de Californie (Cirsium arvense), le séneçon (Senecio jacobaea), le genêt à balais (Cytisus scoparius), la renoncule âcre (Ranunculus acris), le chénopode blanc (Chenopodium album), la renouée persicaire (Polygonum persicaria) et l'épervière (espèce de Hieracium) sont d'autres ravageurs importants des pâturages et des cultures.

## Biosécurité
En raison de son isolement géographique, la Nouvelle-Zélande est exempte de certains parasites et maladies qui sont problématiques pour la production agricole d'autres pays. Avec un niveau élevé d'échanges internationaux et un grand nombre de touristes, la biosécurité est d'une grande importance, car tout nouveau parasite ou toute nouvelle maladie introduits dans le pays pourraient avoir un effet considérable sur l'économie de la Nouvelle-Zélande, étant donné que les produits agricoles représentent une part importante des exportations.
La Nouvelle-Zélande a mis en place des mesures strictes de biosécurité pour empêcher l'introduction de parasites et de maladies indésirables.
Avant 2017, il n'y avait jamais eu d'épidémie de fièvre aphteuse en Nouvelle-Zélande. En 2017, certains bovins près d'Oamaru, dans l'île du Sud, se sont révélés positifs à Mycoplasma bovis. À la date du 16 décembre 2022, 179 355 têtes de bétail avaient été abattues depuis le début de l'épidémie, et six fermes étaient encore touchées par ce parasite, toutes situées dans le Canterbury.

## Révision du régime foncier
De nombreuses zones des hautes terres de l'île du Sud ont été aménagées en grandes stations d'élevage de moutons et de bétail à la fin du 19e siècle. La plupart de ces terres étaient louées à la Couronne, mais après l'adoption de la loi de 1998 sur les terres d'élevages de la Couronne (« Crown Pastoral Land Act 1998 »), les baux ont été revus. Les écologistes et les universitaires se sont inquiétés du processus, affirmant que les agriculteurs obtenaient un avantage et que les problèmes de conservation n'étaient pas résolus. Les agriculteurs craignaient que les écologistes et les universitaires utilisent le processus de révision des baux pour verrouiller les terres à des fins de conservation sans tenir compte des droits de propriété des agriculteurs ni planifier la gestion future de ces terres. De nombreuses terres ont été dégradées par des parasites et des mauvaises herbes depuis qu'elles ont été retirées de l'agriculture ne sont plus cultivées.

## Acteurs politiques
Le Ministry for Primary Industries (MPI), l'agence gouvernementale responsable du secteur agricole, dispose à la fois d'organes politiques et opérationnels.
Federated Farmers, un groupe de pression important et influent, représente les intérêts des agriculteurs. En 2021, elle compte 13 000 membres.
La Soil & Health Association of New Zealand, créée en 1941, promeut l'alimentation et l'agriculture biologiques.
Le New Zealand Young Farmers, une organisation nationale créée en 1927 avec des clubs régionaux dans tout le pays, organise le concours annuel des jeunes agriculteurs.
Irrigation New Zealand, un organisme national représentant les agriculteurs qui utilisent l'irrigation et les industriels de l'irrigation, s'oppose aux ordonnances de conservation de l'eau.

## Acquisition de terres par des étrangers
Près de 180 000 hectares de terres agricoles ont été achetés ou loués par des investisseurs étrangers entre 2010 et 2021. Les États-Unis sont la plus grande nation propriétaire de terres en Nouvelle-Zélande, devant la Chine.
Il existe une opposition à la détention de terres en Nouvelle-Zélande par des étrangers. Le parti populiste New Zealand First est le plus grand parti opposé à la propriété étrangère. Selon un sondage réalisé en 2011, 82 % des personnes interrogées pensaient que la possession des fermes et des terres agricoles par des non Néo-Zélandais était une « mauvaise chose ». Seuls 10 % pensaient que c'était une « bonne chose » et 8 % étaient indécis.

## Avenir de l'agriculture néo-zélandaise
Il existe deux points de vue principaux sur l'avenir immédiat de l'agriculture néo-zélandaise. Le premier est que, en raison de l'augmentation rapide de la demande des consommateurs en Inde et en Chine, le monde entre dans un âge d'or pour les matières premières, et que la Nouvelle-Zélande est bien placée pour en tirer parti. L'autre point de vue est que la Nouvelle-Zélande ne tirera que des bénéfices limités de ce boom en raison de la concurrence croissante de la production des pays en développement. Pour que la Nouvelle-Zélande reste compétitive, les agriculteurs devront soit intensifier leur production pour rester des producteurs de matières premières (en augmentant les stocks et les engrais par hectare), soit devenir des producteurs de produits à plus forte valeur ajoutée et plus personnalisés.
AgResearch Ltd (le plus grand institut de recherche néo-zélandais du secteur public) estime que les nouvelles technologies permettront aux agriculteurs néo-zélandais de doubler leur production d'ici à 2020, tout en réduisant simultanément les émissions de gaz à effet de serre et les autres impacts environnementaux néfastes associés aux pratiques agricoles.

## Impact sur la culture néo-zélandaise
Les campagnes néo-zélandaises ont influencé la culture du pays.
Country Calendar est une émission de télévision sur la vie à la campagne et les méthodes agricoles, regardée par les Néo-Zélandais ruraux et urbains. L'émission a été diffusée pour la première fois le 6 mars 1966 et est la série télévisée locale la plus ancienne du pays.
La gumboot, une botte imperméable couramment utilisée par les agriculteurs et autres, est une icône culturelle, Taihape organisant chaque année un « Gumboot Day ». Fred Dagg, un personnage comique créé par John Clarke, était un fermier stéréotypé portant un débardeur noir, un short et des gumboots.
Le cable « numéro 8 » (dans la Standard Wire Gauge) est utilisé pour les clôtures et fait désormais partie du lexique culturel. Il est utilisé pour toutes sortes de tâches et il décrit la mentalité de bricoleur des Néo-Zélandais.

### Salons agricoles
Le salon annuel Agricultural and Pastoral (A&P), qui a lieu chaque année dans de nombreuses villes rurales, organise des concours des meilleurs animaux d'élevage et de produits agricoles. Des carnavals, des spectacles forains, des manifestations équestres et des concours d'artisanat se déroulent également en association avec les expositions A&P.